# Hospital Universitari de Basilea
L'Hospital Universitari de Basilea (en alemany: Universitätsspital Basel, USB) és un dels cinc hospitals univeritaris de Suïssa. L'Hospital Univeritari de Basilea comprèn 50 clíniques, unitats i instituts que treballen junts de manera interdisciplinària i disposa d'uns 5000 empleats.